# Brand-new コミュニケイション
「brand-new コミュニケイション」（ブランニュー コミュニケイション）は、堀江由衣のシングル。1999年3月17日、ポニーキャニオンより発売。

## 解説
本人名義でポニーキャニオンからの発売はこの作品が最後となった。

## 収録曲
1. brand-new コミュニケイション
  - 作詞：Sora、作曲・編曲：船山基紀
  - アニメ『鉄コミュニケイション』イメージソング
2. ゆびきり
  - 作詞：Sora、作曲・編曲：船山基紀
3. 花柄のワンピース
  - 作詞：Sora、作曲・編曲：船山基紀